# Karmaci

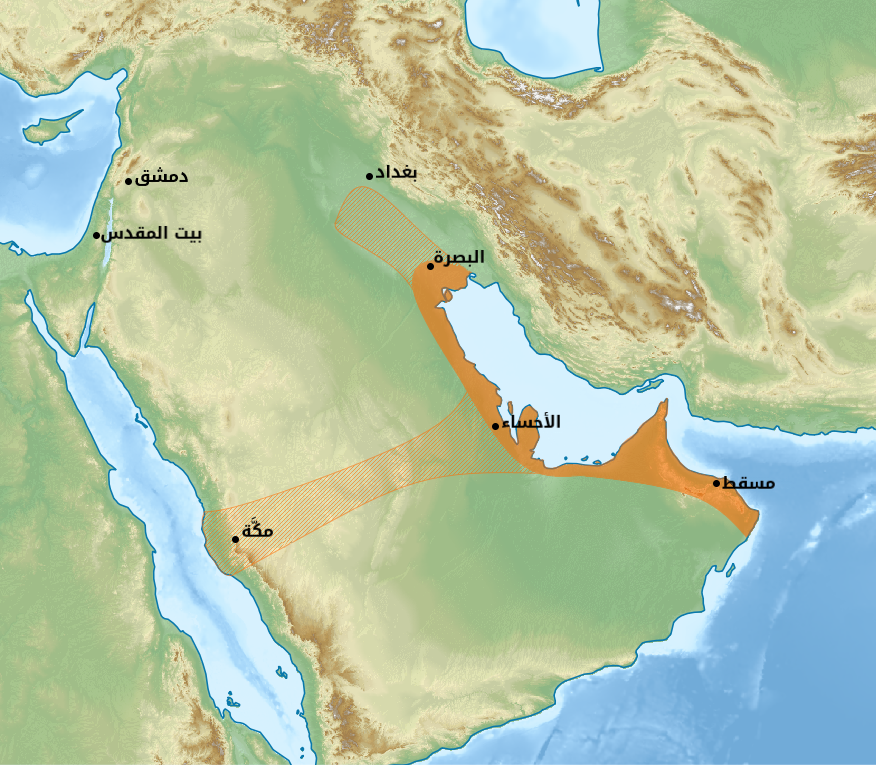
Tereny pod kontrolą Karmatów

Karmaci – jeden z prądów ismailizmu, uznający Ismaila Ibn Dżafara za siódmego i ostatniego imama szyickiego. Nazwa wzięła się prawdopodobnie od aramejskiego słowa  karmat, znaczącego ‘tajemny nauczyciel’. Ruch zaczął działać w południowym Iraku, gdzie aramejski był nadal w powszechnym użyciu. Karmaci określani są czasem jako 'bolszewicy islamu', ponieważ głosili równość wszystkich stanów i kast, czym zdobyli szerokie poparcie wśród najbiedniejszej części społeczeństwa. 

## Historia
Ruch karmatów zapoczątkował Abd Allah Ibn Majmun al-Kaddah, syn okulisty (arab. ‘kaddah’) z Chuzestanu, wtajemniczony przez ojca w wiedzę ezoteryczną. Do realizacji swoich celów politycznych imam Abd Allah zorganizował rozległą sieć konspiracyjną. Zdaniem Józefa Bielawskiego karmatyzm starał się zadowolić każdą grupę opozycyjną w kalifacie: „dla szyitów był to spisek szyicki przeciw sunnitom, dla charydżytów przyjmował zabarwienie demokracji społecznej, dla perskich nacjonalistów był to spisek antyarabski, dla wolnomyślicieli – obietnica zupełnego liberalizmu”. Wśród adeptów podważano wiarę w islam sunnicki na rzecz ślepego posłuszeństwa wobec imama, podczas gdy sam imam był sceptykiem w sprawach religii.

### Hamdan Karmat i karmacki „pseudo-Mahdi”
Idee karmatów usiłował jako pierwszy wcielić w życie chłop iracki Hamdan, zwany Karmatem, uczeń imama Abd Allada Ibn Majmuna. Około 890 Hamdan Karmat zbudował dla przywódców sekty siedzibę, zwaną Dar al-Hidżra, koło Al-Kufy. W 900 Zikrawajh ad-Dindani, jeden z przywódców ruchu, podburzył przeciw władzom w Bagdadzie szczep arabski Ulajs, koczujący na Pustyni Syryjskiej. Celem ruchu karmatów było obalenie kalifatu abbasydzkiego. Jeden z synów Zikrawajha, Al-Husajn o przydomku Sahib al-Chal (arab. ‘człowiek z pieprzykiem’) albo Sahib asz-Szama (arab. ‘człowiek ze znamieniem’), nadał sobie imię Ahmad oraz tytuły Al-Mahdi i amir al-muminin (arab. ‘książę wiernych’), sugerujące wyraźnie, że zamierza przejąć władzę po obaleniu kalifatu Abbasydów.

### Kaźń „pseudo-Mahdiego”

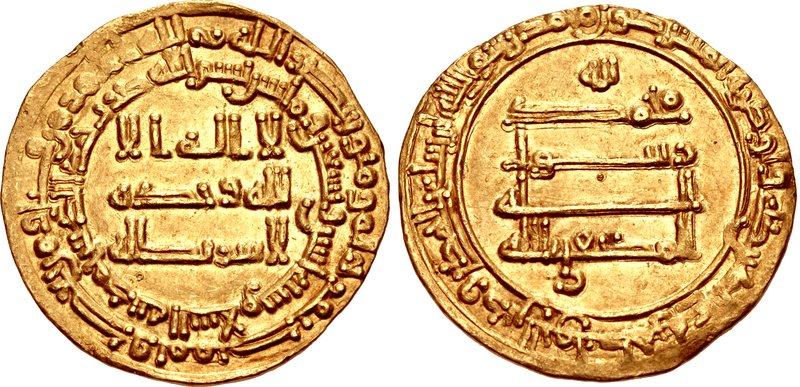
Moneta Al-Muktafiego

Ruch karmatów objął swoją działalnością wywrotową południe Iraku, Syrię, Półwysep Arabski, a nawet część Iranu i Azji Środkowej. Tu jednak stanęła im w sposób zdecydowany na drodze dynastia Samanidów. Po śmierci kalifa Al-Mutadida (892–902) władzę objął jego syn, Al-Muktafi (902–908). W bitwie pod Hamą w 903 wojska rządowe rozbiły oddziały dowodzone przez samego „Człowieka ze znamieniem” – pseudo-Mahdiego – i wzięły go do niewoli. Stracono go wraz z przeszło 300 innymi jeńcami w Bagdadzie, kalecząc uprzednio haniebnie, a jego ciało wystawiono na widok publiczny przy jednej z bram miejskich.

### Abu Tahir al-Dżannabi
Ruch karmatów odrodził się z odłamu, który założył niejaki Abu Said al-Dżannabi, z Dżannaba w prowincji Faris, misjonarz karmacki w południowym Iranie, a od około 900 przywódca aktywnie działający na terenie Półwyspu Arabskiego oraz na południu Iraku. Ten odłam karmatów założył swą bazę w Al-Bahrajnie, wyspie na wodach Zatoki Perskiej. Po jego zabójstwie najbardziej wpływową postacią w ruchu stał się jeden z jego licznych synów, Abu Tahir Sulajman al-Dżannabi – postrach sunnitów irackich. Najbardziej zuchwałymi aktami z jego strony była napaść na pielgrzymów wracających z Mekki w 924 i uprowadzenie emira hamdanidzkiego Abu al-Hajdży Abd Allaha Ibn Hamdana (zwolniono go później po wydaniu karmatom spornych terytoriów), zuchwałe natarcie na Bagdad w 928 znad rzeki Zab, około 15 km od stolicy kalifatu, które udało się odeprzeć armii pod wodzą Munisa al-Muzaffara, oraz najazd na Mekkę w 930, ze zbezczeszczeniem haramu mekkańskiego, wymordowaniem ponad 1700 pielgrzymów, złupieniem Al-Kaby i słynnego czarnego kamienia. Nawet imam fatymidzki, Ubajd Allah al-Mahdi, potępił ten ostatni wyczyn Abu Tahira. Odtąd współpraca karmatów z Fatymidami ustała.
W 930 roku karmaci z Bahrajnu zdobyli Mekkę i wywieźli Czarny Kamień (zwrócili go dopiero w 950 lub 951).
Zaniknęli prawdopodobnie pod koniec XI wieku.

## Stosunek wobec innych ruchów szyickich

### Pojawienie się Fatymidów
Działalność karmatów wyprzedziła nieznacznie pojawienie się innej sekty ismailickiej, jeszcze bardziej od niej aktywnej, Ubajdytów, zwanych również Fatymidami. Oni również mieli swojego mahdiego, a w 928–929 przyjęli tytuł kalifacki.

## Karmaccy władcy we Wschodniej Arabii
- Abu Sa'id al-Jannabi (894–914)
- Abu Tahir al-Jannabi (914–944)
- Abu Mansur Ahmad (944–970)
- Abu al-Qasim Sa'id (970–972)
- Abu Yaqub Yousuf (972–977)[1][6]
- sześciu wnuków Abu Sa'ida, potem inni karmaccy watażkowie[6] (?-1077)